# Чемпионат мира по горнолыжному спорту 1954
13-й чемпионат мира по горнолыжному спорту прошёл с 1 по 7 марта 1954 года в Оре, лен Емтланд, Швеция. В программу были возвращены соревнования по горнолыжной комбинации (исключённые в 1950 году).

## Общий медальный зачёт
| Место | Страна    | Золото | Серебро | Бронза | Всего |
| ----- | --------- | ------ | ------- | ------ | ----- |
| 1     | Австрия   | 2      | 3       | 3      | 8     |
| 2     | Швейцария | 2      | 3       | 0      | 5     |
| 3     | Франция   | 1      | 1       | 2      | 4     |
| 4     | Норвегия  | 3      | 0       | 0      | 3     |
| 5     | Швеция    | 0      | 0       | 2      | 2     |
| 6     | ФРГ       | 0      | 1       | 0      | 1     |
| 7     | США       | 0      | 0       | 1      | 1     |

## Медалисты

### Мужчины
| Дисциплина        | Золото          | Серебро             | Бронза            |
| ----------------- | --------------- | ------------------- | ----------------- |
| Скоростной спуск  | Кристиан Правда | Мартин Штрольц      | Эрнст Оберайгнер  |
| Гигантский слалом | Стейн Эриксен   | Франсуа Бонльё      | Андерль Мольтерер |
| Слалом            | Стейн Эриксен   | Бенедикт Обермюллер | Тони Шписс        |
| Комбинация        | Стейн Эриксен   | Кристиан Правда     | Стиг Солландер    |

### Женщины
| Дисциплина        | Золото        | Серебро       | Бронза        |
| ----------------- | ------------- | ------------- | ------------- |
| Скоростной спуск  | Ида Шёпфер    | Труде Клеккер | Люсьен Шмит   |
| Гигантский слалом | Люсьен Шмит   | Мадлен Берто  | Дженнетт Бурр |
| Слалом            | Труде Клеккер | Ида Шёпфер    | Сара Томассон |
| Комбинация        | Ида Шёпфер    | Мадлен Берто  | Люсьен Шмит   |